# Maria Oktiàbrskaia
Maria Vassílievna Oktiàbrskaia (en rus: Мария Васильевна Октябрьская; ucraïnès: Марія Василівна Октябрьська) (Kiat, 16 d'agost de 1905 - Smolensk, 15 de març de 1944) va ser una militar i mecànica russa, conductora de tancs de l'Exèrcit Roig, que va lluitar al front oriental contra l'Alemanya nazi durant la Segona Guerra Mundial. El 1941, després que el seu marit fos mort en combat, va vendre les seves possessions per comprar un tanc com a esforç de guerra i va demanar que se li permetés conduir. Després de ser entrenada per conduir el tanc mitjà T-34, el va anomenar «Xicota d'armes» (Боевая подруга). D'aquesta forma va demostrar la seva habilitat i valentia en la batalla, i va ser ascendida al rang de sergent. El 1944, després de morir a causa de les ferides de guerra, va ser nomenada pòstumament Heroïna de la Unió Soviètica, el màxim honor de la Unió Soviètica per la valentia durant el combat. Va ser la primera dona conductora de tancs a rebre el títol.

## Orígens
Nascuda en una família pobra de Kiat, gubèrnia de Tàurida, Imperi Rus (actualment, Blíjnie, raion de Krasnogvardiske), situat a la península de Crimea, va ser una dels seus deu fills. Abans de la Segona Guerra Mundial, va treballar en una fàbrica de conserves, i després com a telefonista. El 1925 es va casar amb un oficial de l'exèrcit soviètic anomenat Ilia Oktiabrski. Aleshores va començar a interessar-se per qüestions militars. Es va implicar al Consell d'esposes militars i es va formar com a infermera a l'exèrcit. També va aprendre a utilitzar les armes i a conduir vehicles. Ella va dir: «Casa't amb un militar i serviràs a l'exèrcit: la dona d'un oficial no només és una dona orgullosa, sinó també un títol responsable».

## Segona Guerra Mundial
Quan es va obrir el Front Oriental de la Segona Guerra Mundial, va ser evacuada a Tomsk, Sibèria, on va saber que el seu marit havia estat assassinat lluitant contra les forces de l'Alemanya nazi prop de Kíiv, l'agost de 1941. La notícia va trigar dos anys a arribar-li i va fer que decidís lluitar contra els alemanys per venjar la mort del seu marit. Per aquest motiu, va vendre totes les seves possessions per donar un tanc a l'Exèrcit Roig. Va demanar, però, que el tanc, un tanc mitjà T-34, es digués «Xicota d'armes» (Боевая подруга) i que se li permetés conduir-lo. El Comitè de Defensa de l'Estat ho va acceptar.
En aquell moment, Oktiàbrskaia tenia 38 anys. Es va inscriure en un programa d'entrenament de tancs de cinc mesos immediatament després de la donació. Això era inusual ja que, normalment, les tripulacions dels tancs eren destinsdes a la primera línia de front havent rebut una formació mínima. El setembre de 1943, després de completar la seva formació, va ser destinada a la 26a Brigada de Tancs de la Guàrdia, part del 2n Cos de Tancs de la Guàrdia, com a conductora i mecànica. Va anomenar el seu tanc «Xicota d'armes», estampant aquestes paraules a la torreta del T-34. Molts dels seus companys la van veure com un truc publicitari i una broma, però aquesta actitud va canviar quan va començar a lluitar a Smolensk.

### Combat
El 21 d'octubre de 1943 va lluitar en la seva primera batalla de tancs. Va maniobrar el seu tanc en un intens combat; ella i els seus companys de tripulació van destruir nius de metralladores i canons d'artilleria. Quan el seu tanc va ser colpejat per un tret, sense tenir en compte les ordres, va saltar del tanc i va fer-li reparacions sota un fort foc. Va ser ascendida al grau de sergent.
Un mes més tard, del 17 al 18 de novembre, les forces soviètiques van capturar la ciutat de Novoie Selo, a la regió de Vítsiebsk, durant una batalla nocturna. En aquell atac va augmentar la seva reputació com a experta conductora de tancs. El 17 de novembre, va participar en un assalt a posicions alemanyes prop de Novoie Selo. No obstant això, un obús d'artilleria alemanya va impactar contra les pistes del seu tanc, aturant el seu avanç. Juntament amb un company de tripulació van saltar per reparar la via, mentre que altres membres de tripulació els van cobrir amb foc des de la torreta. Finalment, van arreglar la via i el seu tanc es va tornar a incorporar a la unitat principal uns quants dies després.
Dos mesos més tard, el 17 de gener de 1944, va lluitar en un altre atac nocturn en la que seria la seva darrera batalla. L'atac va tenir lloc al poble de Krynki, óblast de Vítsiebsk. Durant la batalla, va conduir el seu T-34 sobre les defenses alemanyes i va destruir la resistència de trinxeres i nius de metralladores. La tripulació del tanc també va destruir un canó autopropulsat alemany. Posteriorment, el tanc va ser colpejat per un projectil antitanc alemany, de nou a les vies, i va ser immobilitzat. Immediatament, va sortir del tanc i va començar a reparar la via, enmig d'un ferotge foc d'artilleria i armes lleugeres. Va aconseguir reparar la via, però va ser colpejada al cap per fragments d'obús i va perdre el coneixement. Després de la batalla, va ser transportada a un hospital de campanya militar soviètic a Fàstiv, prop de Kíiv, i després a un hospital militar de Smolensk. Va romandre en coma durant dos mesos abans de morir, finalment, el 15 de març. Va ser enterrada amb honors militars als jardins del record dels herois de Smolensk.
L'agost següent, va ser nomenada pòstumament Heroïna de la Unió Soviètica en reconeixement de la seva valentia en les batalles al voltant de Vítsiebsk.

## Memòria
En memòria seva, el col·legi núm. 24 de Tomsk (carrer Beloziórskaia, 12/1) porta el seu nom. A l'entrada del centre es va col·locar un monument obra de l'escultor Serguei Danilin i el museu de l'escola conserva uns pocs materials i relíquies de la valerosa dona. El text de la placa d'homenatge diu: «En aquest lloc es trobava la casa on de 1941 a 1943 va residir Maria Oktiàbrskaia, Heroïna de la Unió Soviètica, sergent, conductora del tanc "Xicota d'armes" fabricat amb els seus propis estalvis. Va caure en els combats per la Pàtria el 1944».
A Smolensk, Djankoi i Liozno hi ha carrers que porten el seu nom. Així mateix, a l'estació de ferrocarril de Krynki, óblast de Vítsiebsk, lloc del seu darrer combat, s'hi ha instal·lat un monument amb una inscripció que diu: «Aquí, el gener de 1944, la gloriosa patriota soviètica, Heroïna de la Unió Soviètica, tanquista Maria Vassílievna Oktiàbrskaia, va destrossar amb gosadia a l'enemic amb el tanc "Xicota d'armes" i va trobar la mort dels valents en el combat contra els invasors feixistes».
Al març, el mes de la dona a Rússia segons la tradició, el museu-complex commemoratiu «Història del Tanc T-34» celebra la petita exposició anual «Dones i tancs», part de la qual està dedicada a ella. L'escultora ucraïnesa Oksana Suprun va crear un retrat escultòric d'Oktiàbrskaia. Un cor femení de veteranes de la Gran Guerra Pàtria de Smolensk porta el nom de «Xicota d'armes».
El seu nom de trobada inscrit de forma permanent a les llistes de la seva unitat.